# Codonorchis
Codonorchis là một chi thực vật có hoa trong họ, Orchidaceae.

## Phân loài
- Codonorchis canisioi Mansf. (1936)
- Codonorchis lessonii (d'Urv.) Lindl. (1840)
- Codonorchis octaedrus Haeckel, 1879
- Codonorchis sp. 333KM
- Codonorchis sp. Chase O-1398

## Hình ảnh

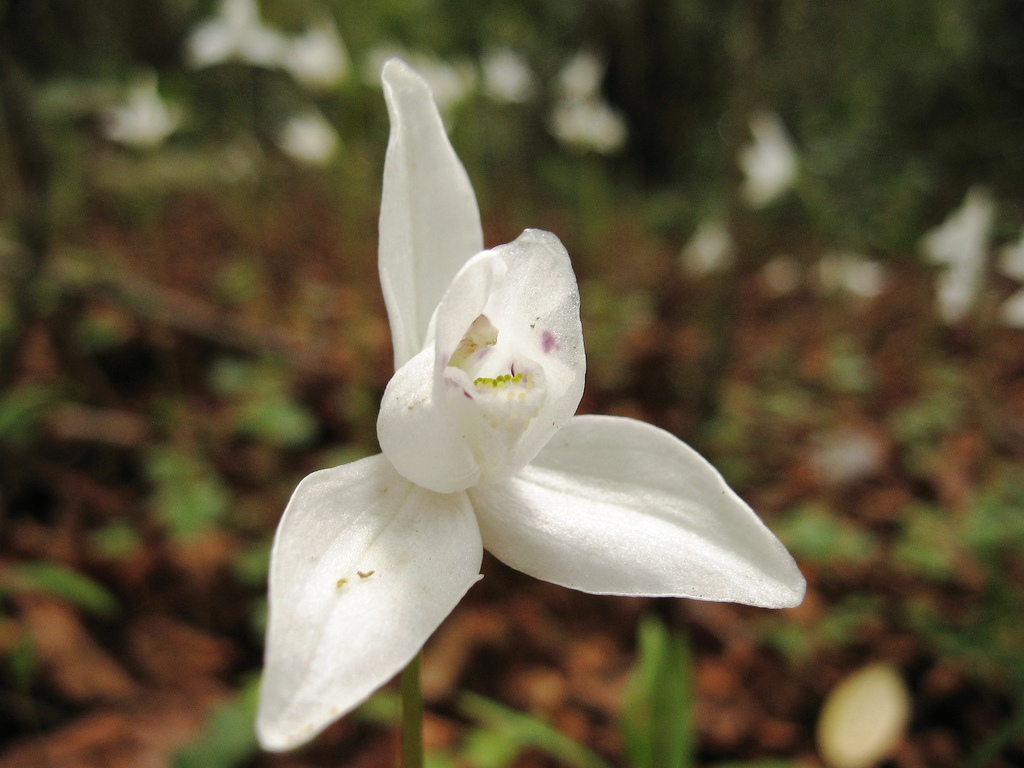